# Miki (Azerbaigian)
Miki è un comune dell'Azerbaigian situato nel distretto di Astara. Conta una popolazione di 935 abitanti.